# Corey Webster
Corey Jonas Webster (født 2. marts 1982 i Vacherie, Louisiana, USA) er en amerikansk footballspiller (cornerback), der pt. er free agent. Han har tidligere spillet ni år i NFL hos New York Giants.
Webster var i 2008 en del af det New York Giants-hold, der besejrede New England Patriots i Super Bowl XLII.

## Klubber
- 2005-2013: New York Giants